# Terry Antonis
Eleftherios "Terry" Antonis (Grieks: Ελευθέριος Αντώνης; Bankstown, 26 november 1993) is een Australisch-Grieks voetballer die doorgaans speelt als middenvelder. In juli 2025 verliet hij Uthai Thani. Antonis maakte in 2012 zijn debuut in het Australisch voetbalelftal.

## Clubcarrière
Antonis speelde in de jeugd van Sydney FC en brak daar ook door in het eerste elftal. Op 5 juni 2010 ondertekende de middenvelder een driejarige verbintenis bij de club. Zijn debuut maakte hij op 11 september, toen er met 2–1 werd verloren van Wellington Phoenix. In april 2012 was hij op proef bij het Duitse Borussia Mönchengladbach, waar hij de opvolger kon worden voor Roman Neustädter. De club koos echter niet voor hem. FC Utrecht was later ook in de race om zijn diensten, maar door een deal tussen Sydney en Parma ging dat niet door. Uiteindelijk werd ook die transfer om onduidelijke redenen niet afgerond. In 2015 maakte Antonis de overstap naar PAOK Saloniki, waar hij voor drie jaar tekende. Naar verluidt betaalden de Grieken circa een half miljoen euro voor zijn diensten. In zijn eerste seizoen kwam de middenvelder tot vier optredens en in de jaargang 2016/17 werd hij op huurbasis gestald bij Veria. In de winterstop keerde Antonis terug naar PAOK en daarop werd hij direct opnieuw verhuurd, nu aan Western Sydney Wanderers.
De Australiër, die ook over een Grieks paspoort beschikt, werd in de zomer van 2017 voor twee jaar vastgelegd door het naar de Eredivisie gepromoveerde VVV-Venlo. Bij VVV speelde hij mee in twee bekerwedstrijden waarin hij uit bij Blauw Geel '38 ook met een fraaie lob scoorde, maar in de competitie kreeg hij geen speeltijd. In januari 2018, na een half jaar durend verblijf in Nederland, vertrok hij uit Venlo en hij keerde vanwege privé-omstandigheden terug naar Australië. Een dag later vond de middenvelder in Melbourne Victory een nieuwe werkgever. Medio 2019 nam het Zuid-Koreaanse Suwon Bluewings de middenvelder over. Twee jaar later keerde Antonis weer terug naar zijn geboorteland en tekende daar hij een driejarig contract tekende bij Western Sydney Wanderers waar hij in 2017 al eens op huurbasis speelde. In mei 2023, na een seizoen zonder speelminuten, besloten club en speler per direct uit elkaar te gaan. Hierop tekende hij voor een seizoen bij Melbourne City. Een jaar later verkaste hij naar Uthai Thani.

## Clubstatistieken
| Seizoen | Club                       | Competitie   | Competitie | Competitie | Beker | Beker | Internationaal | Internationaal | Totaal | Totaal |
| Seizoen | Club                       | Competitie   | Wed.       | Dlp.       | Wed.  | Dlp.  | Wed.           | Dlp.           | Wed.   | Dlp.   |
| ------- | -------------------------- | ------------ | ---------- | ---------- | ----- | ----- | -------------- | -------------- | ------ | ------ |
| 2010/11 | Sydney FC                  | A-League     | 5          | 0          | 0     | 0     | —              | —              | 5      | 0      |
| 2011/12 | Sydney FC                  | A-League     | 19         | 0          | 0     | 0     | —              | —              | 19     | 0      |
| 2012/13 | Sydney FC                  | A-League     | 16         | 1          | 0     | 0     | —              | —              | 16     | 1      |
| 2013/14 | Sydney FC                  | A-League     | 10         | 2          | 0     | 0     | —              | —              | 10     | 2      |
| 2014/15 | Sydney FC                  | A-League     | 19         | 2          | 3     | 0     | —              | —              | 22     | 2      |
| 2015/16 | PAOK Saloniki              | Super League | 4          | 0          | 2     | 0     | —              | —              | 6      | 0      |
| 2016/17 | → PAE Veria                | Super League | 1          | 0          | 0     | 0     | —              | —              | 1      | 0      |
| 2016/17 | → Western Sydney Wanderers | A-League     | 11         | 1          | 0     | 0     | 3              | 2              | 15     | 3      |
| 2017/18 | VVV-Venlo                  | Eredivisie   | 0          | 0          | 2     | 1     | —              | —              | 2      | 1      |
| 2017/18 | Melbourne Victory          | A-League     | 17         | 1          | 0     | 0     | 5              | 0              | 22     | 1      |
| 2018/19 | Melbourne Victory          | A-League     | 26         | 4          | 2     | 0     | 3              | 0              | 31     | 4      |
| 2019    | Suwon Bluewings            | K League 1   | 11         | 0          | 4     | 0     | —              | —              | 15     | 0      |
| 2020    | Suwon Bluewings            | K League 1   | 16         | 0          | 2     | 0     | 2              | 1              | 20     | 1      |
| 2021    | Suwon Bluewings            | K League 1   | 4          | 0          | 1     | 0     | —              | —              | 5      | 0      |
| 2021/22 | Western Sydney Wanderers   | A-League     | 21         | 1          | 1     | 0     | 0              | 0              | 22     | 1      |
| 2022/23 | Western Sydney Wanderers   | A-League     | 0          | 0          | 0     | 0     | 0              | 0              | 0      | 0      |
| 2023/24 | Melbourne City             | A-League     | 22         | 5          | 4     | 0     | 2              | 0              | 28     | 5      |
| 2024/25 | Uthai Thani                | League 1     | 18         | 1          | 1     | 0     | 1              | 0              | 20     | 1      |
| Totaal  | Totaal                     | Totaal       | 220        | 18         | 22    | 1     | 16             | 3              | 258    | 22     |

Bijgewerkt op 9 juli 2025.

## Interlandcarrière
Antonis maakte zijn debuut in het Australisch voetbalelftal op 3 december 2012, toen met 0–1 gewonnen werd tegen Hongkong. Van bondscoach Holger Osieck mocht de middenvelder in de tweede helft invallen voor Brett Emerton.
| Interlands van Terry Antonis voor Australië | Interlands van Terry Antonis voor Australië | Interlands van Terry Antonis voor Australië | Interlands van Terry Antonis voor Australië | Interlands van Terry Antonis voor Australië | Interlands van Terry Antonis voor Australië | Interlands van Terry Antonis voor Australië |
| №                                           | Datum                                       | Wedstrijd                                   | Uitslag                                     | Competitie                                  | Goals                                       |                                             |
| Als speler van Sydney FC                    | Als speler van Sydney FC                    | Als speler van Sydney FC                    | Als speler van Sydney FC                    | Als speler van Sydney FC                    | Als speler van Sydney FC                    | Als speler van Sydney FC                    |
| ------------------------------------------- | ------------------------------------------- | ------------------------------------------- | ------------------------------------------- | ------------------------------------------- | ------------------------------------------- | ------------------------------------------- |
| 1                                           | 3 december 2012                             | Hongkong – Australië                        | 0 – 1                                       | Oost-Azië Cup 2013 kwalificatie             |                                             |                                             |
| 2                                           | 7 december 2012                             | Guam – Australië                            | 0 – 9                                       | Oost-Azië Cup 2013 kwalificatie             |                                             |                                             |
| 3                                           | 9 december 2012                             | Australië – Chinees Taipei                  | 8 – 0                                       | Oost-Azië Cup 2013 kwalificatie             |                                             |                                             |

Bijgewerkt op 9 juli 2025.

## Erelijst
| Competitie              |                   |                   |                   |                   |
| Competitie              | Aantal            | Jaren             |                   |                   |
| Melbourne Victory       | Melbourne Victory | Melbourne Victory | Melbourne Victory | Melbourne Victory |
| ----------------------- | ----------------- | ----------------- | ----------------- | ----------------- |
| A-League                | 1                 | 2017/18           |                   |                   |
| Australië               |                   |                   |                   |                   |
| Aziatisch Kampioenschap | 1                 | 2015              |                   |                   |